# Ernest Johnson
Ernest Alfred Johnso (Putney, 18 de novembro de 1912 — Kingsbridge, 29 de novembro de 1997) foi um ciclista de pista britânico que representou o Reino Unido em duas edições dos Jogos Olímpicos, em 1932, em Los Angeles e em 1936, em Berlim.
Nessas participações, ele ganhou duas medalhas de bronze na prova de perseguição por equipes. Em 1932, juntamente com Frank Southall, William Harvell e Charles Holland; e em 1936, com Ernie Mills, Harry Hill e Charles King.